# Anette Nicklasson
Anette "Vinden" Nicklasson, född 11 november 1955, är en svensk före detta fotbollsspelare (försvarare).
Nicklasson representerade på klubbnivå Jitex BK och gjorde debut i svenska landslaget den 8 juli 1977, i en match mot Finland i Mariehamn på Åland (4–0). Sammanlagt spelade hon 37 A-landskamper för Sverige, och var med i truppen som tog guld i EM 1984 och den som tog silver i EM 1987.